# TRT World
TRT World là kênh truyền hình quốc tế thuộc sở hữu của Tập đoàn Phát thanh – Truyền hình Thổ Nhĩ Kỳ. Phát sóng thử nghiệm vào ngày 18 tháng 5 năm 2015.